# Ska punk
Ska punk je hudební žánr, který v sobě kombinuje prvky ska a punk rocku. V USA získal velký úspěch a to především koncem 90. let. Ska-core (někdy nazývaný také skacore) je podžánr ska punku, který v sobě spojuje prvky hardcore punku.
Charakteristickou odlišností ska punku je hlavně odlišnost spojených žánrů. Víc punkem ovlivněný žánr je často rychlejšího tempa s kytarovým zkreslením a s punkovými vokály. Více ska ovlivněný styl ska punku obsahuje vyvinutější nástroje a čistší vokály i zvuk. Mezi společné nástroje patří elektrická kytara, basová kytara, bicí, žesťové nástroje (pozouny nebo trubky), saxofony a někdy i varhany.

## Významní interpreti
- Bim Skala Bim
- Catch 22
- Citizen Fish
- Dance Hall Crashers
- Distemper
- Farben Lehre
- Freygolo
- Goldfinger
- Interpret Neznámý
- Leningrad
- Mad Caddies
- The Mighty Mighty Bosstones
- Operation Ivy
- Pidżama Porno
- The Pietasters
- Rancid
- Reel Big Fish
- Ska-P
- Skampararas
- The Forces of Evil
- The Locos
- The Suicide Machines
- The Toasters
- Voodoo Glow Skulls
- Exit From Hell
- The Interrupters
- Streetlight Manifesto
- Myšlenkový Pochod